# Rhyncholit

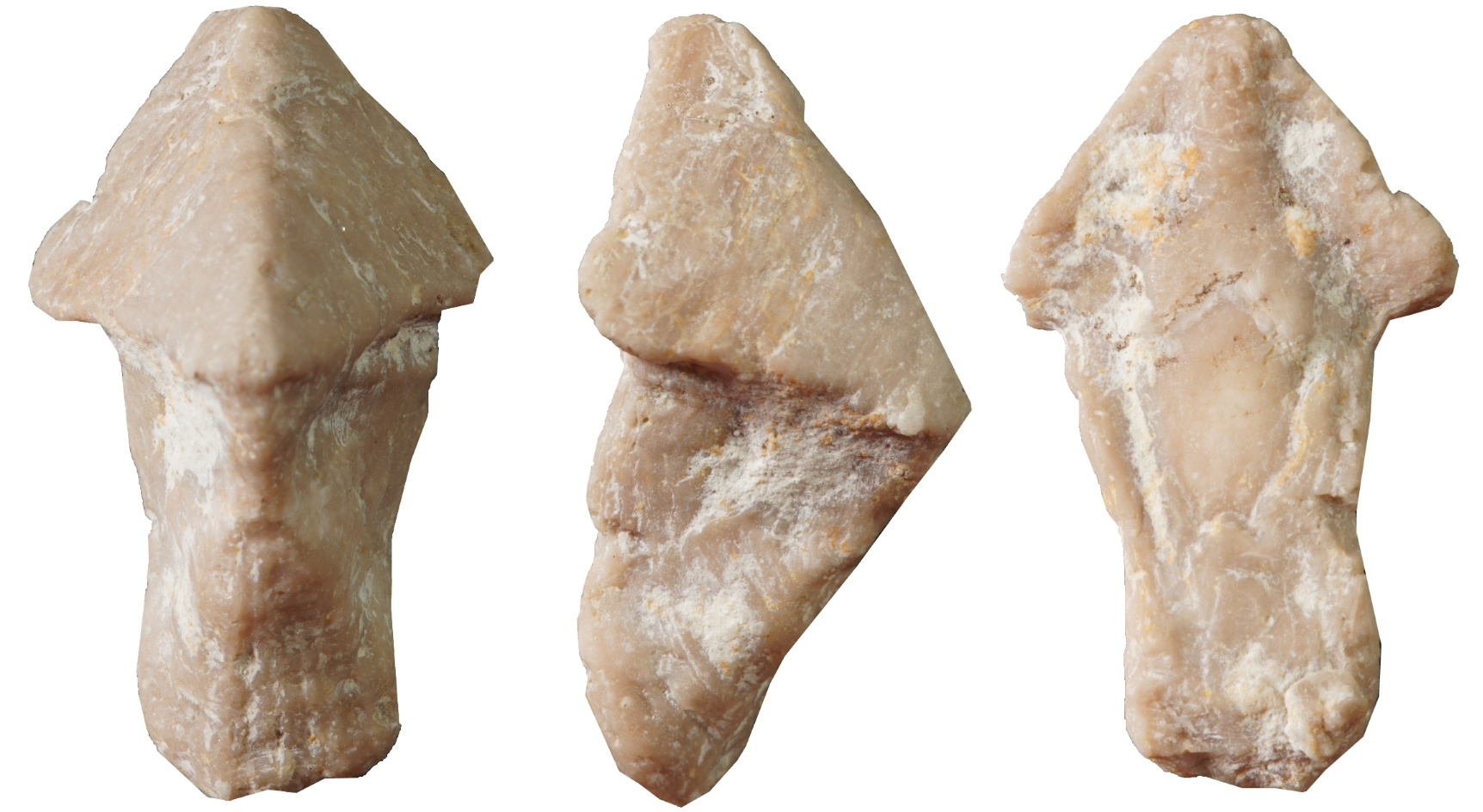
Nautilorhynchus simplex Frič (O_8586; sbírky Národního Muzea)

Rhyncholity jsou jedním z druhů horních čelistí hlavonožců. Typičtí fosilní zástupci jsou charakterističtí pro loděnkovité a amonity. Pojmenování této horní čelisti je převzato od recentních zástupců této skupiny na základě principu aktualismu. 
Fosilní rhyncholit je tvořen kalcitem (minerál vápence), dnešní svrhní část čelistního aparátu je tvořena chitinem. Spodní čelist se nazývá konchorhynch.